# 细叶杜鹃
细叶杜鹃（学名：Rhododendron noriakianum），又名志佳阳杜鹃、南湖大山杜鹃，为杜鹃花科杜鹃花属下的一个种。在台灣分佈於臺中市東部高山山區。

## 扩展阅读
- 維基物種上的相關：细叶杜鹃